# 加比·布斯曼
加比·布斯曼（德語：Gaby Bußmann，1959年10月8日—），德国女子田径运动员，主攻短跑。她曾代表西德参加1984年夏季奥林匹克运动会田径比赛，获得女子4×400米接力铜牌。